# Makary (rejon mostowski)
Makary (biał. Макары; ros. Макары) – wieś na Białorusi, w obwodzie grodzieńskim, w rejonie mostowskim, w sielsowiecie Kuryłowicze, nad Szczarą.
W XIX w. Kozibór-Makary. W dwudziestoleciu międzywojennym leżały w Polsce, w województwie nowogródzkim, w powiecie słonimskim, w gminie Kuryłowicze.